# Kanton Vesoul-Ouest
Der Kanton Vesoul-Ouest war bis 2015 ein französischer Wahlkreis im Arrondissement Vesoul, im Département Haute-Saône und in der Region Franche-Comté. Sein Hauptort war Vesoul. Der Kanton Vesoul-Ouest wurde im Jahr 1973 mit der Aufteilung des ehemaligen Kantons Vesoul gebildet.

## Gemeinden
Der Kanton umfasste elf Gemeinden und einen Teil der Stadt Vesoul.
| Gemeinde            | Einwohner | Code postal | Code Insee |
| ------------------- | --------- | ----------- | ---------- |
| Andelarre           | 128       | 70000       | 70019      |
| Andelarrot          | 163       | 70000       | 70020      |
| Chariez             | 196       | 70000       | 70134      |
| Charmoille          | 357       | 70000       | 70136      |
| Échenoz-la-Méline   | 2741      | 70000       | 70207      |
| Montigny-lès-Vesoul | 538       | 70000       | 70363      |
| Mont-le-Vernois     | 128       | 70000       | 70367      |
| Noidans-lès-Vesoul  | 2109      | 70000       | 70388      |
| Pusey               | 1106      | 70000       | 70428      |
| Pusy-et-Épenoux     | 479       | 70000       | 70429      |
| Vaivre-et-Montoille | 2691      | 70000       | 70513      |
| Vesoul              | 17.168    | 70000       | 70550      |

1. ↑  Teil der Gemeinde